# Lo sparviero (film 1976)
Lo sparviero (L'alpagueur) è un film del 1976 diretto da Philippe Labro.
Il film, interpretato da Jean-Paul Belmondo, Bruno Cremer, Jean Négroni e Patrick Fierry, è tratto da un soggetto scritto da Philippe Labro, riadattato cinematograficamente dal regista, con la collaborazione di Jacques Lanzmann.
La colonna sonora è stata composta ed orchestrata dal maestro Michel Colombier e i brani, specialmente quelli dei famosi titoli iniziali, sono stati creati, sovrapponendo strumenti musicali, come il pianoforte, il basso e la batteria.

## Trama
Un cacciatore di taglie dall'identità sconosciuta noto col soprannome de lo Sparviero, si mette al servizio della polizia francese come agente segreto, con l'obiettivo di sgominare una banda di criminali, operanti nel campo dell'alcol e della droga.
Dopo aver compiuto al meglio tale missione, il suo capo e l'Ispettore Doumecq gli chiedono di neutralizzare un criminale freddo e spietato, operante in Francia, noto come la Iena. L'unico testimone oculare ad averlo visto, essendo stato momentaneamente una sua pedina, è un giovane di nome Costa Valdez, ora in carcere per rapina. Lo sparviero si farà mettere dentro per un tempo indeterminato e, una volta fuggito di prigione con un tranello assieme all'amico, si metterà sulle tracce della rimanente banda di criminali che operava nel campo dell'alcol e della droga, nonché su quelle della Iena.

## Versione italiana
Nella versione italiana del film, i nomi dei personaggi sono stati cambiati: nella versione originale, lo sparviero (l’épervier) è il soprannome del killer interpretato da Bruno Crémer e Jean-Paul Belmondo è invece l'alpagueur (lo scalatore) che dà il nome al titolo francese.